# Видовое преобразование
Видовое преобразование — проективное преобразование координат из мировой системы (сцены) в систему координат результирующего изображения — порта вывода. Порт вывода (viewport) — это прямоугольная область экрана или клиентской области окна. Основное преобразование — это перевод мировых координат в координаты картинной плоскости, которая, как правило, параллельна оси Z.